# Vylučování

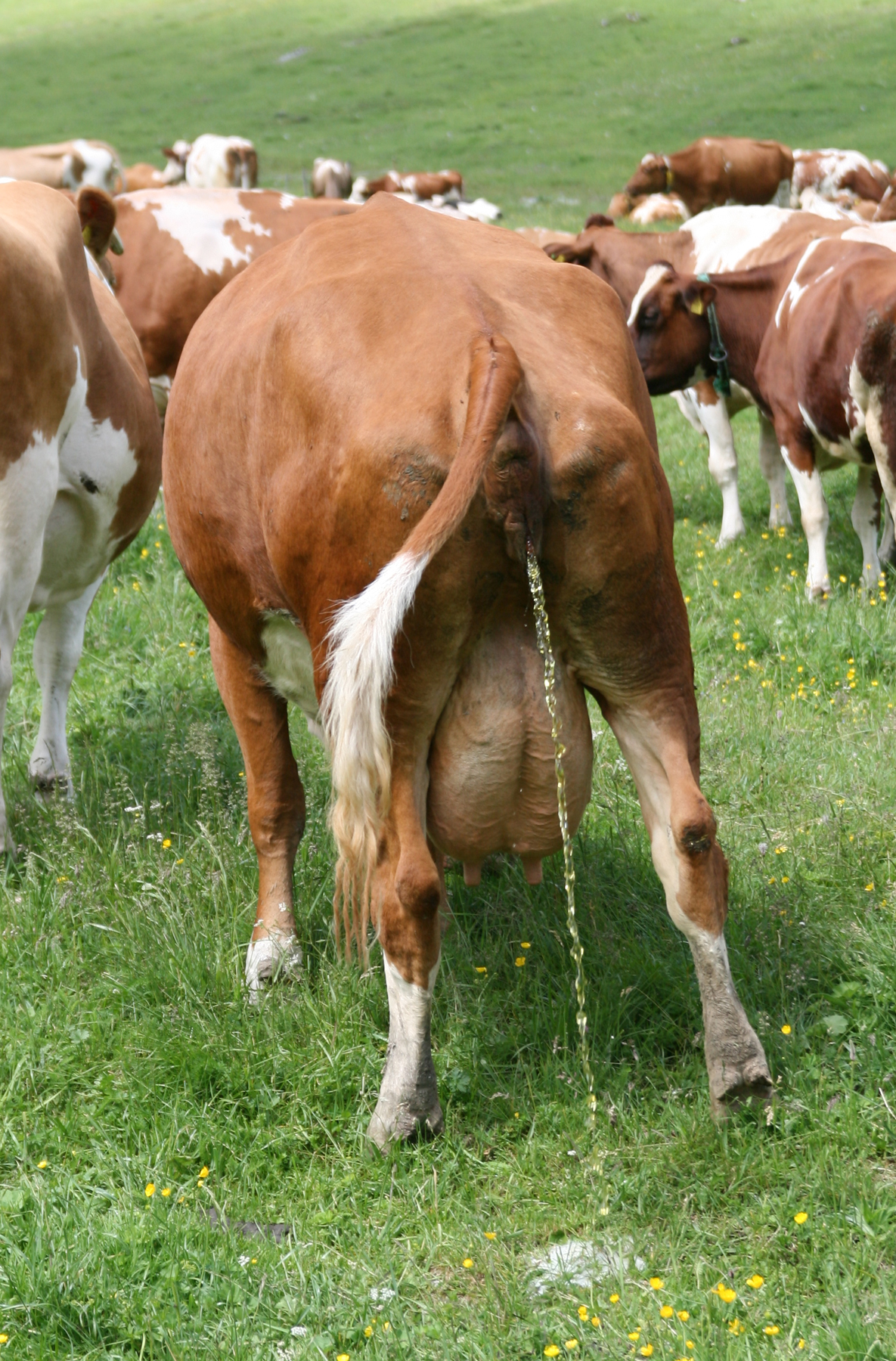
Vylučování

Vylučování je biologický proces, kterým organismus separuje odpadní produkty ze svého těla. Odpadní produkty jsou obvykle vypuzeny z těla vyloučením. Nezřídka bývá tento proces laiky nesprávně nazýván vyměšování; tento pojem má však značně odlišný význam.[zdroj⁠?!]
U savců tvoří 2 hlavní vylučovací procesy formování moči v ledvinách a formování výkalů (fekálií) ve střevech. Odpadní produkty jsou vyloučeny močením (urinací) a vyprazdňováním stolice (defekací). Další významnou vylučovací cestou je pocení, ale i slzy podle okolností z těla odvádějí některé zplodiny metabolismu. A také sliny a hlen.
I když moč a výkaly jsou oba odpadním materiálem tělesných procesů, z fyzikálního hlediska to jsou odlišné kategorie. Moč je odpadní produkt močového systému, zatímco výkaly jsou odpadní produkty zažívacího systému. Výkaly mohou obsahovat asi 1 třetinu bakterií, většina kterých je neškodných, ba i potřebných ve střevě, ale jsou nebezpečné na jiném místě; mohou též obsahovat jedovaté a dokonce zhoubné patogeny ve formě bakterií, virů, améb a různých parazitických červů. Moč zase obsahuje kromě vody soli a proteinový odpad ve formě močoviny a jen zřídka nějaké patogeny. Má-li osoba nedostatek vody a je-li v nebezpečí přehřátí pro nedostatečné pocení, moč může být bezpečně použita na zvlhčení oděvu za účelem chlazení, dokonce z nouze i k výplachu rány při poranění. Je zbytečné pokoušet se moč za účelem uhašení žízně pít, protože – podobně jako slaná mořská voda – vyžaduje víc vody z organismu na vyloučení solí, než je v moči samotné. (Někteří mořští ptáci jsou schopni efektivně vyloučit nadbytečnou sůl slznými kanálky spojenými s očima. Tito ptáci mohou pít mořskou vodu bez problémů.) 
U hmyzu je na vyloučení metabolického odpadu použit systém obsahující Malpigické trubice. Metabolický odpad se rozptyluje nebo je aktivně transportován do trubice, která dopravuje odpad do střev. Metabolický odpad je pak uvolněn z organismu spolu s výkaly.